# Gare de Saumur
Gare de Saumur vasútállomás Franciaországban, Saumur településen.

## Vasútvonalak
Az állomást az alábbi vasútvonalak érintik:
- Chartres–Bordeaux-vasútvonal
- Tours–Saint-Nazaire-vasútvonal

## Kapcsolódó állomások
A vasútállomáshoz az alábbi állomások vannak a legközelebb:
- Gare des Rosiers-sur-Loire (Gare de Saint-Nazaire, Tours–Saint-Nazaire-vasútvonal)
- Gare de Port-Boulet (Gare de Tours, Tours–Saint-Nazaire-vasútvonal)
- Gare de Montreuil-Bellay